# Srbska avtonomna pokrajina
Srbska avtonomna pokrajina (srbsko Srpska autonomna oblast, SAO) je bil naziv za srbske paradržavne teritorije na Hrvaškem ter v Bosni in Hercegovini v času razpadanja Jugoslavije in njenih nasledstvenih vojn. Pobudnice in glavne figure pri ustanavljanju SAO so bile Srbska demokratska stranka na Hrvaškem, Srbska demokratska stranka v BiH in takratne oblasti v Srbiji.
Ob koncu leta 1990 je bila na Hrvaškem ustanovljena SAO Krajina, nato pa v naslednjem letu SAO Zahodna Slavonija, SAO Vzhodna Slavonija, Baranja in zahodni Srem ter SAO Kninska krajina. V Bosni in Hercegovini so se SAO oblikovale septembra 1991: SAO Bosanska krajina, SAO Hercegovina, SAO Romanija ter SAO Semberija, ki so se 9. januarja 1992 združile v Republiko srbsko.